# مرتضی احمدی
مرتضی حاج سیداحمدی (۱۰ آبان ۱۳۰۳ – ۳۰ آذر ۱۳۹۳) بازیگر و گویندهٔ اهل ایران بود.

## زندگی

### تولد و تحصیلات
مرتضی احمدی ۱۰ آبان سال ۱۳۰۳ در جنوب تهران زاده شد. پدرش سقط فروش و اهل تفرش بود. برای تحصیل ابتدا به مکتب و سپس به دبستان منوچهری در میدان گمرک رفت و بعد از آن به دبیرستان شرف و دبیرستان روشن رفت.
او در شانزده‌سالگی ورزش باستانی و فوتبال را شروع کرد و به همراه تیم فوتبال دبیرستانش در مسابقات آموزشگاه‌های تهران رتبه‌هایی به دست آورد. بعدها در تیم فوتبال راه‌آهن تهران و پس از آن در باشگاه راه‌آهن بازیکن و مربی (تا سال ۱۳۲۵) شد.

### فعالیت حرفه‌ای

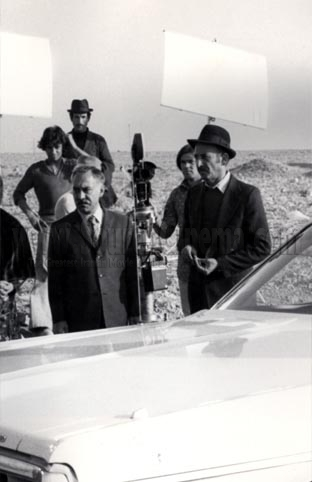
مرتضی احمدی (راست) و نصرت کریمی (چپ) در پشت صحنه فیلم خانه خراب -سال ۱۳۵۴

پس از چند تلاش آماتوری در تئاتر در سال ۱۳۲۱ با کمک عده‌ای از دوستانش «تماشاخانه ماه» را روبه‌روی باغ فردوس دایر کرد، ولی پس از چند هفته مجبور به ترک آنجا شد. در اوایل پاییز سال ۱۳۲۲ در تئاتر فرهنگ برای اولین بار پیش پرده‌خوانی کرد و در نتیجه آن بازیگر تئاتر هم شد. مدتی بعد پدرش از فعالیت او در تئاتر آگاه شد و او را از خانه بیرون کرد. مرتضی احمدی پس از مدتی هم‌زمان با هنرپیشگی در راه‌آهن تهران به‌عنوان تعمیرکار استخدام شد.
احمدی برای اولین بار به سبک بیات تهران در پیش پرده‌ها آواز خواند و نیز اولین بار (در سال ۱۳۲۲) ترانهٔ گلپری جون را اجرا کرد، که بسیار محبوب شد و به خاطر آن برای کار در رادیو تهران دعوت شد. در یکی از پیش پرده‌ها ترانهٔ دیگری به نام کارگرم من را اجرا کرد که با استقبال کارگران راه‌آهن روبرو شد و پس از آن هم منجر به اعتصاب کارگران راه‌آهن گردید که در نتیجه، مرتضی احمدی به بخش حسابداری راه‌آهن منتقل شد و پس از پایان اعتصاب دستگیر شد و در کلانتری تعهد کرد از آن به بعد از اجرای آن پیش پرده خودداری کند.
پیش‌پردهٔ دیگری نیز با اجرای احمدی به نام قدس شاهین (دربارهٔ ماجرای تجاوز جنسی عده‌ای از سربازان آمریکایی به یک زن ایرانی) توقیف شد؛ ولی پس از اجرای مجدد آن در پاییز سال ۱۳۲۳ در جمعی خصوصی، محکوم شد شش ماه به کرمان تبعید شود که با پیگیری محمد مسعود، مدیر روزنامهٔ مرد امروز که تصادفاً به تئاتر فرهنگ آمده بود ملغی شد. چندتا از پیش‌پرده‌های دیگر با اجرای احمدی نیز توقیف شده است، از جمله پیش‌پرده‌ای به نام پیرهن زرده که دربارهٔ گروه‌های فشار حزب دموکرات ایران که پیراهن زرد می‌پوشیدند بود که به کتک خوردن مرتضی احمدی و بازداشت او انجامید و پیش‌پرده‌ای به نام کارمند دولت که منجر به انفصال موقت او از خدمت در راه‌آهن شد ولی با اعتراض احمدی به دیوان عالی کشور لغو شد.
احمدی در بهار سال ۱۳۲۴ از طریق مسابقات فوتبال با ناصر فخرآرایی که در تیم «آفتاب شرق» بازیکن و مربی بود آشنا شد. در ۱۵ بهمن سال ۱۳۲۷ به دعوت فخرآرایی به مراسم سالگرد افتتاح دانشگاه تهران رفت و در آن جا شاهد ترور محمدرضا شاه به دست فخرآرایی بود که به کشته شدن فخرآرایی و دستگیر شدن احمدی انجامید که پس از بازجویی و اثبات بی‌اطلاعی‌اش از ماجرا، آزاد شد.
احمدی در سال ۱۳۲۳ به رادیو تهران (چندی بعد در رادیو ایران و بعد از آن در رادیو و تلویزیون ایران)به کار کردن اشتغال گزید، تا برنامه‌های کمدی اجرا کند. در دوره‌های مختلفی در رادیو کار کرد و از جمله تیپی به نام «بابا جاهل گریان» اجرا کرد و به سبک‌های مختلف ترانه و آواز خواند. در فروردین سال۱۳۵۳ نقش اول سریال پربینندهٔ هردمبیل، نوشتهٔ پرویز خطیبی را بازی کرد و در نظرخواهی از مردم در سال ۱۳۵۶ به‌عنوان محبوب‌ترین هنرپیشهٔ رادیو انتخاب شد.
وی در سال ۱۳۲۶ گویندهٔ فیلم‌های خارجی شد و از اعضای اولیهٔ انجمن گویندگان و سرپرستان گفتار فیلم (تأسیس در سال ۱۳۴۲) بود.
پس از کودتای ۲۸ مرداد ۱۳۳۲ احمدی بازیگری را کنار گذاشت و به مدت هفت سال به اهواز رفت؛ ولی پس از بازگشت به تهران از نو کار بازیگری را در سریالی تلویزیونی به نام تک‌مضراب از سر گرفت. از سریال‌های تلویزیونی دیگری که بازی کرده است می‌توان از سلطان صاحبقران، هفت شهر عشق (سال ۱۳۵۶)، آئینه و زیر بازارچه (سال ۱۳۷۷، رضا ژیان) نام برد.
در فروردین سال ۱۳۴۹ نیز احمدی به دعوت علی حاتمی ترانهٔ عنوان‌بندی فیلم حسن کچل
را، ضربی‌خوانی کرد (که به نام «روحوضی» نیز شناخته می‌شود). در همین سبک درسال ۱۳۲۸ پنج صفحهٔ موسیقی برای یک شرکت انگلیسی ضبط کرد. مرتضی احمدی بیش از چهارصد ترانهٔ ضربی و صد و پنجاه ترانهٔ فکاهی خوانده است.

### شرکت چهل و هشت داستان
این مجموعه از محصولات شرکت «چهل و هشت داستان» است که در اواخر دوران شاه و اوایل انقلاب به تولید محصولات فرهنگی برای کودکان ایرانی می‌پرداخت. دیگر اعضای این گروه عبارت بودند از ناهید امیریان در نقش «جینا»، نادره سالارپور در نقش «پینوکیو» و کنعان کیانی در نقش «گربه نره». ویژگی اصلی این اجرا از داستان پینوکیو، ادغام آن با ساز و ضرب ایرانی و ترانه‌های سبک روحوضی است که به این داستان خارجی حال و هوای کاملاً ایرانی می‌دهد؛ تا آنجا که قسمتی ویژه، جدا از خط سیر اصلی قصه، برای نوروز و سفره هفت سین تهیه می‌شد و در آن قسمت شخصیت‌های داستان (پینوکیو، جینا، آقا روباهه و گربه نَره) به شمردن سین‌های هفت‌سین و خواندن آواز جوجه خروس می‌پردازند!
شایان ذکر و گفتنی است که همین گروه چهار نفره کار دوبله کارتون ژاپنی این داستان را نیز بر عهده داشتند که بالطبع شرایط زبان و فرهنگ ژاپنی، در آن کارتون، جایی برای اضافه کردنِ قطعات روحوضی، ساز و آواز ایرانی یا تیکه کلام‌های فرهنگ فارسی از قبیل شمردن هفت سین و غیره را میسر نمی‌نمود.
مرتضی احمدی علاوه بر گویندگی به جای شخصیت بابا علاءالدین در کارتون سندباد و هم چنین روباه مکار در پینوکیو گویش‌های بسیاری را در دوبله ایران از خود به یادگار گذاشت که نمونه‌هایی از آن‌ها را می‌توان در فیلم‌های زیر شنید:
بینوایان (۱۹۵۸ به جای قاضی دادگاه)، بهترین سالهای زندگی ما (ارسکاین وینفورد و دین وایت)، دختر خداحافظی (بجای رابرت کاستانزو)، برو به اسپارتی‌ها بگو، گوردون پری (بجای خبرنگار و گوینده فرودگاه)، سراسر شب، مصری (بجای هنری دانیل در نقش مکره)، فریب خورده و رها شده (بجای سه نفر)، طرح شیطانی، به من میگن هیچ‌کس، گرگها در شهر (بجای شخصیت قاضی بناتو)، شمال از شمال غربی (بجای چند نقش کوتاه)، کارتون سفرهای میتی کومان (در یکی دو قسمت به جای کلانتر بدجنس)، کارتون نیلز (بجای روباه) و …
علاوه بر این مرتضی احمدی در رادیو، (پیش از انقلاب در «رادیو تعطیلی» و پس از انقلاب در رادیو «صبح جمعه با شما»، دوبله فیلم‌های ایرانی و
در زمینهٔ آوازِ خاص «بر و بچه‌های تهرون قدیم» با نام آواز کوچه‌باغی (بیات تهران)فعالیت گسترده‌ای داشت.
«خوب به یاد دارم که وقتی مصاحبه‌های صوتی و تلفنی در این زمینه می‌کردیم، با چه دقت و حضور ذهنی اطلاعات غلط راه‌یافته به این هنر حالا مهجور و دورافتاده را گوشزد می‌کرد و نکته‌های صحیح مربوط به همان غلط‌های مصطلح را به یاد می‌آورد. قرار بود که جلوی دوربین فیلم مستند غزل‌خونای تهرون بنشیند و با اجراها و صحبت‌های تکمیلی‌اش برگی زرین و بی‌مثال بر اوراق دفتر این فیلم تحقیقی بیفزاید که شوربختانه عجل فرصت نداد و ما را در عطشی همیشگی فرو برد.»

### ازدواج
مرتضی احمدی در ۹ مرداد سال ۱۳۳۴ با یکی از همکارانش در راه‌آهن به نام «زهرا جوانشیر» ازدواج کرد و حاصل این ازدواج یک فرزند دختر به نام آزیتا (متولد سال ۱۳۳۷) و یک فرزند پسر به نام مازیار (متولد سال ۱۳۴۰) بود. «زهرا جوانشیر» در۲۵ اردیبهشت سال ۱۳۵۰ بر اثر بیماری سرطان درگذشت.

## درگذشت
احمدی در ۳۰ آذر ۱۳۹۳ در ۹۰ سالگی به دلیل مشکل ریوی و کهولت سن در منزلش در تهران درگذشت. در روز ۳ دی سال ۱۳۹۳ پیکر مرتضی احمدی توسط برخی هنرمندان و مردم تشییع گردید و در قطعه هنرمندان بهشت زهرا تدفین شد. در این مراسم حجت‌الله ایوبی، رئیس سازمان سینمایی، علی مرادخانی، معاونت هنری وزارت فرهنگ، بهزاد فراهانی، مرضیه برومند، از هنرمندان تئاتر و تلویزیون و افشین پیروانی، مربی و فوتبالیست تیم پرسپولیس سخنرانی کردند.

## عشق به تهران
مرتضی احمدی علاقه وصف‌ناپذیری به تهران داشت. در اواخر عمرش در برنامه زنده تلویزیونی شبکه یک سیما گفت: «بچه تهرونم و عاشق شهرم هستم، تهرون زندگی‌ام و زادگاهم است»؛ به گزارش تلویزیون بی‌بی‌سی فارسی وی در جوانی قسم خورده بود با گویش تهران قدیم، مشکلات جامعه را بازگو کند.
از جمله فعالیت‌های دیگر مرتضی احمدی گردآوری و نگارش فرهنگ عامیانه (فولکلور) تهران است. او در این زمینه کتاب‌های: «کهنه‌های همیشه نو»، «فرهنگ بر و بچه‌های تِرون»، و «پرسه در احوالات تِرون و تِرونیا» را تألیف کرده است. علاوه بر تألیفاتش در حوزه فرهنگ نویسی، او برخی از قدیمی‌ترین ترانه‌های کوچه‌بازاری تهران را به صورت (ضربی خوانی) بازخوانی کرده است.
او مشهور و معروف به «صدای تهران» است.

## ستایش دیگران
آن مرد گنجی در سر دارد / که میان شما پخش می‌کند. / گنج مردم نادار؛ / مردمان دریغ شده! / گنجی از ناداری / گردآوری شده از روزمرگی / در جهان رو به دگرگونی! / آن مرد سرود گمشده می‌خواند؛ / بازیابد خود بی خویشِ خویش را / در بَم و زیرهای آن؛ / در تهران گمشده!— وصفِ مرتضی احمدی از زبان بهرام بیضایی
سعید پورصمیمی گفته: آقای مرتضی احمدی بیش از هفتاد سال در عرصهٔ هنر با سربلندی زندگی کرده است. من افتخار داشتم که با او کار کنم و او برای من فقط یک همکار نبود، پدر بود و استاد بود و مراقب بچه‌هایش بود که کارمان بهتر بشود و حالا هم که بازنشسته شده دست به قلم برده است. این نوشته‌ها یادگاری است که باید منتقل می‌شد به نسل‌های بعد و همت این کار را کسی جز مرتضی احمدی نداشت.
بهزاد فراهانی گفته: مرتضی احمدی از مبارزین جنبش کارگری ایران است. به عنوان مردی که در راستای تفکر و اندیشهٔ مساوات و برابری زحمات فراوان کشیده است. شاید ما از زندگی بعضی از عزیزان فرزانه در ارتباط با مسائل سیاسی کمتر آگاه هستیم، شاید کمتر مجال بوده تا به بخشی از زندگی هنرمندانی بپردازیم که در ارتباط با این مسائل گذشته است. استاد احمدی از سال ۱۳۲۰ به جامعهٔ ورزشی ایران پیوست، به ویژه به آن بخش از جامعهٔ ورزشی که دیدگاه‌های دادگرانه داشت. پرسپولیس یا شاهین سابق تیمی بود که بستر رشد نسل زحمتکش و تلخ کام تهران یا کشورمان بود؛ و مرتضی احمدی از همان آغاز چه زمانی که در تیم شاهین توپ می‌زد و چه زمانی که به عنوان شاعر تمام ترانه‌های زیبای مردمی‌اش به دل هزاران هزار هوادار شاهین می‌نشست، همیشه همراه و پشتیبان مردم زحمتکش بود.
به نوشته علی شیرازی در ماهنامه سینمایی فیلم، او «بازیگری صاحب سبک، در هنر دوبلاژ گوینده‌ای با یک صدای خاص و منحصربه‌فرد (و به‌واقع بی‌جای‌گزین) و نیز یادآور عصر طلایی دوبله در کشورمان بود. در نگارش کتاب‌هایش نیز نویسنده‌ای یکّه، خوش‌قلم و توانا نشان می‌داد. کتاب‌هایی که هر یک برآمده و چکیده‌ای از سال‌ها پرسه زدن و جدیت در یکی از عرصه‌های مورد علاقه و فعالیتش بودند. در هنر آواز و موسیقی نیز یکی از معدود خوانندگان سبک بیات تهران بود، به علاوه این‌که نام و صدایش در زمرهٔ انگشت‌شمار پیش‌پرده‌خوانان قدیم برده می‌شد. او کسی بود که از هر انگشتش هنری در حد کمال یا دست‌کم نزدیک به کمال‌یافتگی می‌بارید و خالق گنجینه‌ای از چند هنر مختلف به‌شمار می‌رفت».

## کارنامه

### سینما
احمدی در سال ۱۳۳۲ برای اولین بار در سینما بازی کرد، در فیلمی به نام ماجرای زندگی به کارگردانی نصرت‌الله محتشم. از فیلم‌های دیگر او می‌توان به موارد زیر اشاره کرد.
| سال  | نام فیلم                 | نقش  | کارگردان                       |
| ---- | ------------------------ | ---- | ------------------------------ |
| ۱۳۸۴ | ستاره‌ها ۳: ستاره بود     |      | فریدون جیرانی                  |
| ۱۳۷۵ | مینا و غنچه              |      | محمد حسین‌پور جهان خادم‌الملت    |
| ۱۳۷۵ | سرحد                     |      | اکبر صادقی                     |
| ۱۳۷۳ | کلاه‌قرمزی و پسرخاله      |      | ایرج طهماسب                    |
| ۱۳۷۳ | عروسی خون                |      | مجید جوانمرد                   |
| ۱۳۷۳ | حالا چه شود!             |      | محمد جعفری هرندی               |
| ۱۳۷۳ | تحفه هند                 |      | محمدرضا زهتابی                 |
| ۱۳۷۲ | بلندی‌های صفر             | دایی | حسینعلی لیالستانی              |
| ۱۳۷۱ | یکبار برای همیشه         |      | سیروس الوند                    |
| ۱۳۷۰ | ناصرالدین‌شاه آکتور سینما |      | محسن مخملباف                   |
| ۱۳۷۰ | ساده‌لوح                  |      | مهدی فخیم‌زاده                  |
| ۱۳۷۰ | راه و بیراه              |      | سیامک شایقی                    |
| ۱۳۷۰ | خانه خلوت                |      | مهدی صباغ‌زاده                  |
| ۱۳۶۸ | ارثیه                    |      | محمدکاظم بلوچی                 |
| ۱۳۶۸ | صنوبرهای سوزان           |      | عباس شیخ بابایی                |
| ۱۳۶۷ | گراند سینما              |      | حسن هدایت                      |
| ۱۳۶۷ | ارثیه                    |      | کاظم بلوچی                     |
| ۱۳۶۷ | تا غروب                  |      | جعفر والی                      |
| ۱۳۶۶ | در انتظار شیطان          |      | حمیدالدین صفایی                |
| ۱۳۶۵ | جدال در تاسوکی           |      | فرامرز قریبیان                 |
| ۱۳۶۵ | مأموریت                  |      | حسین زندباف                    |
| ۱۳۶۵ | معما                     |      | حسین زندباف                    |
| ۱۳۶۴ | اتوبوس                   |      | یدالله صمدی                    |
| ۱۳۶۴ | مدرک جرم                 |      | منوچهر حقانی‌پرست               |
| ۱۳۶۳ | مردی که زیاد می‌دانست     |      | یدالله صمدی                    |
| ۱۳۵۴ | خانه خراب                |      | نصرت کریمی                     |
| ۱۳۵۴ | ذبیح                     |      | محمد متوسلانی                  |
| ۱۳۵۴ | فرار از حجله             |      | جواد طاهری                     |
| ۱۳۵۳ | موسرخه                   |      | عبدالله غیابی                  |
| ۱۳۵۳ | آب                       |      | حبیب‌الله کاوش                  |
| ۱۳۵۲ | جعفر جنی و محبوبه اش     |      | رضا صفایی                      |
| ۱۳۵۲ | تنها و گل‌ها              |      | ابوالقاسم ملکوتی               |
| ۱۳۵۱ | مطرب                     |      | اسماعیل نوری‌علاء               |
| ۱۳۵۱ | قایقرانان                |      | رضا صفایی                      |
| ۱۳۵۱ | فرار از زندگی            |      | رضا صفایی                      |
| ۱۳۵۱ | قلندر                    |      | علی حاتمی                      |
| ۱۳۵۱ | نانجیب                   |      | عباس کسایی                     |
| ۱۳۵۰ | شراره                    |      | احمد نجیب‌زاده                  |
| ۱۳۵۰ | باباشمل                  |      | علی حاتمی                      |
| ۱۳۵۰ | وحشی جنگل                |      | روبرت اکهارت                   |
| ۱۳۵۰ | فریاد                    |      | سلیمان میناسیان هراند میناسیان |
| ۱۳۴۹ | جنجال عروسی              |      | احمد نجیب‌زاده                  |
| ۱۳۴۹ | میوه گناه                |      | محمود کوشان                    |
| ۱۳۴۹ | شیرین و فرهاد            |      | اسماعیل کوشان                  |
| ۱۳۳۲ | ماجرای زندگی             |      | نصرت‌الله محتشم                 |

### تلویزیون
| سال       | نام                               | سمت           | کارگردان                                                | توضیحات |
| --------- | --------------------------------- | ------------- | ------------------------------------------------------- | --- |
| ۱۳۸۷–۱۳۹۲ | شکرستان                           | راوی صدا پیشه | بابک نظری سعید ضامنی                                    | برنامه کودک و نوجوان شبکه ۲                                                                                            |
| ۱۳۸۹      | چاووش بهار                        | بازیگر        | افشین اربابی                                            | |
| ۱۳۸۸      | مجموعه عروسکی «بچه‌های کوچه دوستی» | بازیگر        | هنگامه مفید                                             | |
| ۱۳۸۶      | به همین سادگی                     | بازیگر        | رضا میرکریمی                                            | |
| ۱۳۸۴      | تا غروب                           | بازیگر        | جعفر والی                                               | |
| ۱۳۸۴      | مثل همیشه                         | بازیگر        | سید وحید حسینی                                          | |
| ۱۳۸۱      | توپ گرد                           | بازیگر        | بهروز بقایی                                             | برنامه کودک و نوجوان شبکه ۱                                                                                            |
| ۱۳۸۱      | زیرگذر                            | بازیگر        | محمد عمرانی                                             | |
| ۱۳۸۰      | تازه چه خبر همسایه؟               | بازیگر        | بهروز بقایی امیر سماواتی کارگردان تلویزیونی مسعود فروتن | شبکه ۲ |
| ۱۳۸۰      | رستوران خانوادگی                  | بازیگر مهمان  | حسین سهیلی‌زاده                                          | شبکه تهران |
| ۱۳۸۰      | خانه پدری                         | بازیگر مهمان  | فریدون حسن‌پور                                           | شبکه تهران |
| ۱۳۷۹      | خواستگاری پرماجرا                 | بازیگر        | محمد بنائی                                              | |
| ۱۳۷۹      | ماجراهای خانه قدیمی               | بازیگر        | اسماعیل میهن‌دوست                                        | شبکه ۱ |
| ۱۳۷۹      | پانزده مسافر                      | بازیگر        | مهدی طاهری                                              | هر روز ظهر از برنامه «سیمای خانواده» پخش می‌شد.                                                                         |
| ۱۳۷۸      | دردسر بزرگ                        | بازیگر        | علی عبدالعلی‌زاده                                        | پخش در تعطیلات نوروز ۱۳۷۹ از شبکه ۲                                                                                    |
| ۱۳۷۸      | دانی و من - سری دوم               | بازیگر        | علی عبدالعلی‌زاده                                        | شبکه تهران |
| ۱۳۷۷–۱۳۷۸ | زیر بازارچه                       | بازیگر        | رضا ژیان                                                | شبکه ۲ |
| ۱۳۷۶      | گل‌های آفتابگردان                  | بازیگر مهمان  | مسعود شاه‌محمدی                                          | در برنامه سیمای خانواده پخش می‌شد.                                                                                      |
| ۱۳۷۵–۱۳۷۶ | تهران ۱۱- ۵۹۵ ج ۴۸                | بازیگر        | مرضیه برومند                                            | بازی در اپیزود «تحقیق»                                                                                                 |
| ۱۳۷۵      | ببخشید                            | بازیگر        | رضا کرم‌رضایی                                            | |
| ۱۳۷۵      | فروشگاه                           | بازیگر        | احمد بهبهانی                                            | شبکه ۳ |
| ۱۳۷۵      | نوعی دیگر                         | بازیگر مهمان  | بهروز بقایی                                             | |
| ۱۳۷۴      | مجموعهٔ داستانهای «قصه شب سیما»    | بازیگر        | مسعود فروتن                                             | بازی در اپیزودهای «ضامن» و «خانه عشق» - شبکه ۱                                                                         |
| ۱۳۷۴      | کت و شلوار خواستگاری              | بازیگر        | سعید سلطانی                                             | پخش در نوروز ۱۳۷۵ - شبکه ۱                                                                                             |
| ۱۳۷۴      | زائر غریب                         | بازیگر        | اکبر صادقی                                              | نویسنده: «بهمن زرین‌پور»                                                                                                |
| ۱۳۷۳      | اشتباه در اشتباه                  | بازیگر        | جواد انصافی                                             | |
| ۱۳۷۱      | بیا تا گل برافشانیم               | بازیگر        | خسرو ملکان                                              | |
| ۱۳۷۱      | آخرین سند                         | بازیگر        | رضا گنجی                                                | |
| ۱۳۷۰–۱۳۷۱ | تعطیلات نوروزی                    | بازیگر        | خسرو ملکان                                              | در نوروز ۱۳۷۱ از شبکه ۱ پخش شد.                                                                                        |
| ۱۳۶۹      | چای و لبخند                       | بازیگر        | احمد بهبهانی                                            | |
| ۱۳۶۹      | کمند خاطرات                       | بازیگر        | سید ضیاءالدین دری، حسین خندان، هوشنگ پاکروان            | |
| ۱۳۶۹      | آرایشگاه زیبا                     | بازیگر        | مرضیه برومند                                            | |
| ۱۳۶۷      | بخش چهار جراحی                    | بازیگر        | مسعود فروتن                                             | شبکه ۱ |
| ۱۳۶۶      | آئینه (سری سوم)                   | بازیگر        | فریدون فرهودی                                           | شبکه ۱ |
| ۱۳۵۶      | چنگک                              | بازیگر        | محمد متوسلانی، جلال مقدم، فریبرز صالح، فرخ ساجدی        | |
| ۱۳۵۵      | مجموعه طنز تلویزیونی «پنجره‌ها»    | بازیگر        | اسماعیل احمدی                                           | |
| ۱۳۵۴      | سلطان صاحبقران                    | بازیگر        | علی حاتمی                                               | این سریال در ۱۳ قسمت و به صورت سیاه سفید، برای نخستین بار از «۱۵ آبان ۱۳۵۴» و برای بار دوم، از «۷ تیرماه ۱۳۵۶» پخش شد. |
| ؟         | هفت شهر عشق                       | بازیگر        | نظام فاطمی                                              | |
| ۱۳۵۱–۱۳۵۲ | هردمبیل و هردم کلنگ               | بازیگر        | پرویز خطیبی                                             | |
| ؟         | چهره‌ها                            | بازیگر        | پرویز خطیبی                                             | |
| ۱۳۴۰–۱۳۴۵ | تک‌مضراب                           | بازیگر        | علی محزون                                               | |

### دوبله

#### کارتون
- از ماندگارترین آثار مرتضی احمدی می‌توان به کار صدایی (نوعی دوبله) وی در مجموعه پینوکیو اشاره کرد که در آن در نقش «روباه مکار» به خواندن متن می‌پرداخت.
- بابا علاءالدین (ماجراهای سندباد)
- راوی و آواز خوانی در کارتون هورتون
- شکرستان در نقش راوی

#### گویندگی در فیلم‌ها
- گوینده نقش جوئل کایرو با بازی پیتر لور در فیلم شاهین مالت
- فرشتگانی با چهره‌های کثیف (افسر پلیس)
- حسن کچل و فیلم احمق‌ها در آکسفورد لورل و هاردی